# Свищево (Гагарінський район)
Свищево (рос. Свищево) — присілок Гагарінського району Смоленської області Росії. Входить до складу Ашковського сільського поселення.